# امیلین دیویک
امیلین دیویک (انگلیسی: Émilien Devic; ۱۶ نوامبر ۱۸۸۸ – ۲۱ اوت ۱۹۴۴) بازیکن فوتبال اهل فرانسه بود.
از باشگاه‌هایی که در آن بازی کرده‌است می‌توان به باشگاه فوتبال ستاره سرخ اشاره کرد.
وی همچنین در تیم ملی فوتبال فرانسه بازی کرده‌است.